# ベッドの下の男
ベッドの下の男（ベッドのしたのおとこ）とは、アメリカの都市伝説の一つ。「下男」「ベッドの下の通り魔」「ベッドの下の斧男」等と呼ばれることもある。

## あらすじ
マンションで一人暮らしをしている女性の部屋に友人が遊びに来た。部屋にはベッドが一つしかないので、自分はベッドに寝て、友人は床に布団を敷いて寝させることにした。夜も更けて寝ようとする女性に、突然友人は外へ出ようと誘う。あまりにしつこく誘う（コンビニに行こうと言いだし、女性が「一人で行けばいい」と言っても、どうしても一緒に行きたいと強引に誘うパターンが多い）のでしぶしぶ部屋を出ると、友人は血相を変えて彼女に「ベッドの下に包丁を握った男がうずくまっている」と言った、という話。

## 解説
対象が友人の友人であったり、姉妹であったり、友達大勢であったり、男が持っている凶器が斧や鎌であったり、男が隠れているのがクローゼットの中であったり、押入れであったり、舞台が海外のホテルや山中のペンションであったりと似たような様々なバリエーションが存在する。

## 発祥
アメリカ発祥の都市伝説ではあるが日本にも伝わっており、1994年に文京女子短期大学で行われたアンケートによると、既に当時の女子短大生たちの間にはこの話が浸透している。また1998年には雑誌『ダカーポ』9月号にて、20歳代のOLから自身の体験談として同様の話が投稿されている。またレディースコミックへの読者投稿で、渋谷区で偶然入ったラブホテルのベッドの下に女が潜んでいたという話があるが、ノンフィクション作家・宇佐和通は、これは都市伝説を知った者が自分でアレンジして投稿したものとみている。
この話の元ネタは映画『ラストサマー』であるという説もあるが、アメリカではかなり昔から同様の話が存在していたようなので、『ラストサマー』がその話を用いたと考えるべきである。また都市伝説との関連性は不明だが、同じくアメリカで1912年に同名の『ベッドの下の男』(Tha man under the bed)という題名の映画が制作されている。またヨーロッパでも類似の都市伝説として、あるホテルに泊まった男性が、ベッドの上で寝煙草をしていて煙草を床に落としてしまったところ、ベッドの下で何者かの手が煙草を揉み消すのが見えたので、「トイレに行きたい」などと独り言を言いつつ部屋を出て難を逃れたという話がある。
この話はテレビ朝日の深夜ドラマ『ココだけの話』や『渋谷怪談』で映像化されている。また、2011年8月25日深夜に放送された日本テレビのオムニバスドラマ「新あなたの知らない世界」内の1話「覗くな」においては、同じく有名な都市伝説である「偽の警察官」と共にこの話が題材として扱われた。
日本の鎌倉時代の説話集『古今著聞集』にも、旅人が通りがかりの空き家に泊まったところ、室内に鬼が潜んでいることに感付き、それとなく外に停めてある馬の様子を見に行くふりをして家を出て難を逃れるという、類似の説話がある。このことから妖怪研究家・山口敏太郎は、この都市伝説の発祥地がアメリカとは断言できないとしている。
なお、都市伝説のみならず、以下のように現実の事件の事例もある。
- 2001年1月18日、東京都中野区で、女子大生の部屋にストーカーの男が留守中に忍び込んでベッドの下に隠れ、発見されて逮捕された[4][6]。
- 2020年12月31日、徳島県鳴門市で、30代女性が午前2時ごろに帰宅したところ、ベッドの下から人の息遣いが聞こえたため、電気をつけたまま友人宅に行き難を逃れる事件が発生。住居侵入の現行犯で50代男性が逮捕された[9]。
- 2024年2月28日、北海道帯広市のマンションで、20代の女性の部屋に侵入したとして、24歳の男が逮捕された。仕事から帰宅した女性がベッドの下に隠れている男に気づき、管理会社を介して「男がベッドの下にいる」と通報。すでに男は立ち去っていたが、事件発生から５時間半ほどで逮捕された。[10]。